# Ivan Radočaj
Ivan Radočaj (1964. – seoska općina Armstrong, Inwood, 17. rujna 2007.) je bio bivši kanadski kečer i borac po mješovitim borilačkim vještinama. Bio je hrvatskog podrijetla.

## Životopis
Prije keča, igrao je nogomet za St. John's High School. Ipak, jer je bio iz obitelji ljubitelja keča (otac Josip, mati Darlene i sestra Barb), a i sam je bio ljubiteljem keča, kao i činjenice da su svi ukućani vjerovali da bi Ivan mogao uspjeti u keču zbog svoje veličine (preko 183 cm i više od 110 kg), Radočaj se počeo baviti kečom.

Svoju kečersku karijeru je napravio u gradu Winnipegu.
Debitirao je 24. lipnja 1981., pri organizaciji New Brand Wrestling. Pored te, surađivao je s organizacijom Central Canadian Pro Wrestling. 

Bio je poznat pod nadimcima Croatian Giant (Hrvatski div) i Ivan the Giant (Ivan Div).

Nakon kečerske karijere, okrenuo se sumo hrvanju i mješovitim borilaškim vještinama (MMA). U tim se športovima borio pod imenom Big John Radocaj (Veliki Ivan Radočaj).

Nakon što je New Brand Wrestling prestao postojati 1984., Radočaj nije još dugo bio nazočan u ringu.

Radočaj nije bio preambiciozan za ići do vrha, pa je napustio keč i do kraja '80-tih je bio zaboravljen.

Imao je problema s težinom, tako da ga je vremenom gledateljstvo počelo nazivati Lumpy, zbog njegove sve prekomjernije težine.

Naposljetku su ga njegovi problemi s težinom (došao je do skoro 310 kg) doveli do toga da je morao napraviti operaciju želudca. Neko vrijeme nakon operacije, uspio se vratiti svojoj težini iz 1980-ih, oko 95 kg.
Kasnije je za života još jednom mu zdravlje došlo u ozbiljnu ugrozu, zbog automobilske nesreće, zbog koje je ostao ozlijeđena vrata.
Dana 17. rujna 2007. je pronađen zaklan u njegovom seoskom domu u seoskoj općini Armstrongu kod Inwooda u Manitobi, Kanada. Prema kanadskoj policiji (RCMP-u), Ivan Radočaj je umro od premlaćivanja na smrt.

## Uspjesi
- 1985. - prvi prvak Manitobe u sumu po organizaciji North American Sumo Wrestling (vlasnika Waltera Shefchyka)

## Vanjske poveznice
- River City Wrestling (since 1980) listopad 1985.
- River City Wrestling (since 1980) studeni 1985.
- River City Wrestling (since 1980) siječanj 1986.
- River City Wrestling (since 1980) veljača 1986.
- River City Wrestling (since 1980) ožujak 1986.

- News Sympatico - MSN  Arhivirana inačica izvorne stranice od 19. studenoga 2007. (Wayback Machine) Slain Manitoba pro wrestler feared for safety
- CTV_ca  Arhivirana inačica izvorne stranice od 26. studenoga 2007. (Wayback Machine)  Zaklani manitobski kečer se bojao za svoju sigurnost
- CANOE -- SLAM![neaktivna poveznica] Sports - Wrestling - Former Winnipeg wrestler Radocaj's death ruled a homicide 
 (Smrt kečera Radočaja okvalificirana ubitstvom)
- winnipegsun_com - Manitoba[neaktivna poveznica] Former wrestler's death a homicide
- The Winnipeg Free Press Online Edition  Arhivirana inačica izvorne stranice od 12. travnja 2008. (Wayback Machine) Former wrestler's struggles recounted
- TGCTS Bivši vinipeški kečer nađen mrtav